# 南董镇
南董镇，是中华人民共和国河北省石家庄市藁城区下辖的一个乡镇级行政单位。

## 行政区划
南董镇下辖以下地区：
南董村、北大章村、南大章村、河西营村、阜阳村、信家营村、北高庄村、西四公村、东四公村、马圈村、北四公村、贾古庄村、韩辛庄村、北洼村、西洼村和南洼村。